# Dick Taylor
Richard Clifford (Dick) Taylor (Dartford, 28 januari 1943) is een Brits gitarist. Hij staat bekend als een van de oprichters van The Rolling Stones, toen nog als basgitarist, maar verliet de band al voordat er een album was gemaakt omdat hij zich op zijn studie wilde richten. Bill Wyman verving hem als bassist. Taylor was later oprichter van The Pretty Things.

## Discografie
Met The Pretty Things:
- The Pretty Things (1965)
- Get the Picture (1965)
- Emotions (1967)
- S.F. Sorrow (1968)
- Cross Talk (1980)
- Live At Heartbreak Hotel (1984)
- Out of the Island (1987)
- Unrepentant (1995)
- Resurrection (1999)
- Rage... Before Beauty (1999)
- LT 4 CB (1999)

Met The Mekons:
- Edge of the World (1986)
- The Mekons Honky Tonkin' (1987)
- So Good It Hurts (1988)

- Bibliothèque nationale de France: cb13813177r (data)
- Gemeinsame Normdatei: 1222889749
- International Standard Name Identifier: 0000 0000 0102 5163
- MusicBrainz: 79da3a8c-00c6-4fa7-9578-34e17e06d04d
- Système universitaire de documentation: 192011316
- Virtual International Authority File: 699158188202020260007